# Triepeolus quadratus
Triepeolus quadratus là một loài Hymenoptera trong họ Apidae. Loài này được Rightmyer mô tả khoa học năm 2008.